# Kart électrique
Un kart électrique ou go-kart électrique est un karting fonctionnant grâce à l’énergie électrique. Doté d'un châssis similaire aux modèles thermiques, il est pourvu de batteries qui alimentent un ou des moteurs à courant continu. Il existe des modèles électriques partout dans le monde, particulièrement sur les circuits de location et divers constructeurs fabriquent de l'électrique.

## Avantages / inconvénients

### Avantages
Le kart électrique possède généralement une meilleure accélération que le modèle thermique et sa vitesse maximum est suffisante pour les circuits habituellement utilisés. Le prix de la consommation électrique est très faible par rapport aux prix de l’essence (environ cinq fois plus faible). Enfin, le kart électrique est fiable, il a besoin de peu d’entretien.
Le modèle électrique est silencieux, il ne produit pas directement de gaz polluants ni gaz à effet de serre et convient parfaitement aux besoins des pistes à l'intérieur de bâtiments dites indoor.

### Inconvénients
En 2023, les inconvénients ont changé par rapport à 2012. Le problème ne porte plus sur le poids et l'autonomie de la batterie mais en revanche reste sur le prix des batteries et du karting en lui même
Les batteries restant lourdes, le poids total de la machine est un peu plus élevé qu'un modèle thermique.

## Technologies de propulsion

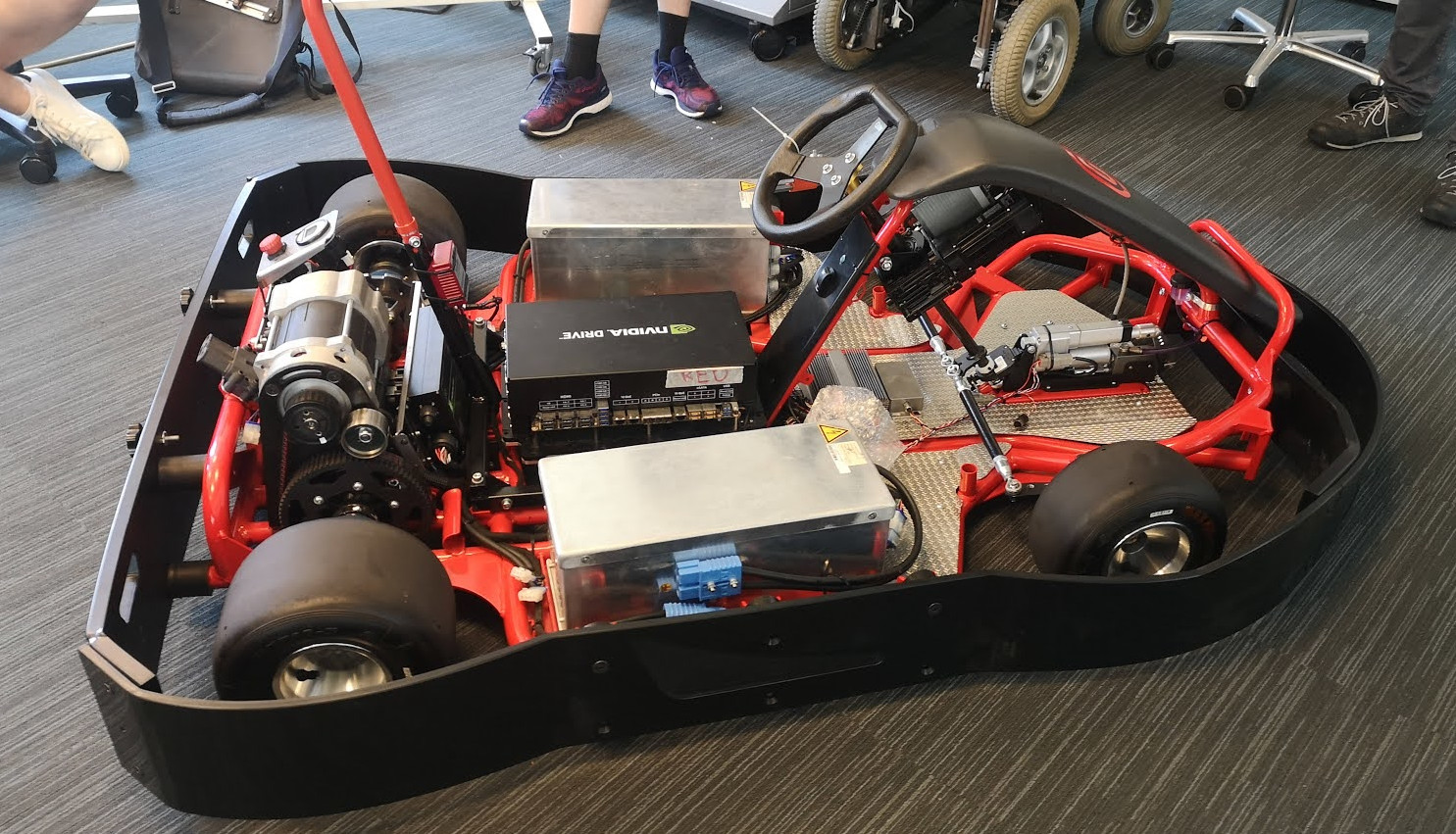
Kart électrique sans conducteur et sans siège

### Moteurs
Trois types de moteurs peuvent être utilisés :
- Moteurs DC : ils sont associés à un hacheur qui limite le courant de démarrage. Ces moteurs et leur variateur ont un encombrement réduit ce qui permet de mettre deux moteurs sur le même arbre de transmission. Deux hacheurs peuvent être utilisés pour permettre aux moteurs de fournir le même couple en réglant légèrement la consigne d’accélération. Les deux moteurs absorbent approximativement les mêmes courants, indiquant que les variateurs sont bien réglés.
- Moteurs brushless : ils permettent d’avoir encore moins d’encombrement que le moteur DC, et pas d’entretien des balais. Par contre, le variateur est un peu plus complexe que le hacheur. En effet, c’est un onduleur triphasé qui alimente les bobines en fonction du capteur de position du rotor. Des karts électriques bimoteurs ont été aussi réalisés en brushless.
- Moteur asynchrones : ils sont relativement encombrant de même que leur variateur et il est peu commode d’installer deux moteurs. Le variateur du moteur asynchrone est une commande vectorielle pour avoir un maximum de couple au démarrage et retenir le véhicule à vitesse nulle sans utiliser de frein à manque de courant. Le moteur asynchrone, avec son indice de protection IP 55 (protection contre la poussière et les projections d'eau), est idéal pour la location de karting.

Les moteurs utilisés lors des ERDF Masters Kart 2011 étaient de type brushless, développant 40 ch (30 ch pour la course) à 14 000 tr/min et refroidis par eau (radiateur),,.

### Batteries
Tous les véhicules demandent de fortes puissances pendant un temps court pour les phases d'accélération. En location, on utilise souvent de simples batteries au plomb. En compétition, on utilise des batteries lithium-ion, voire au Nickel-Cobalt-Manganèse (NCM).

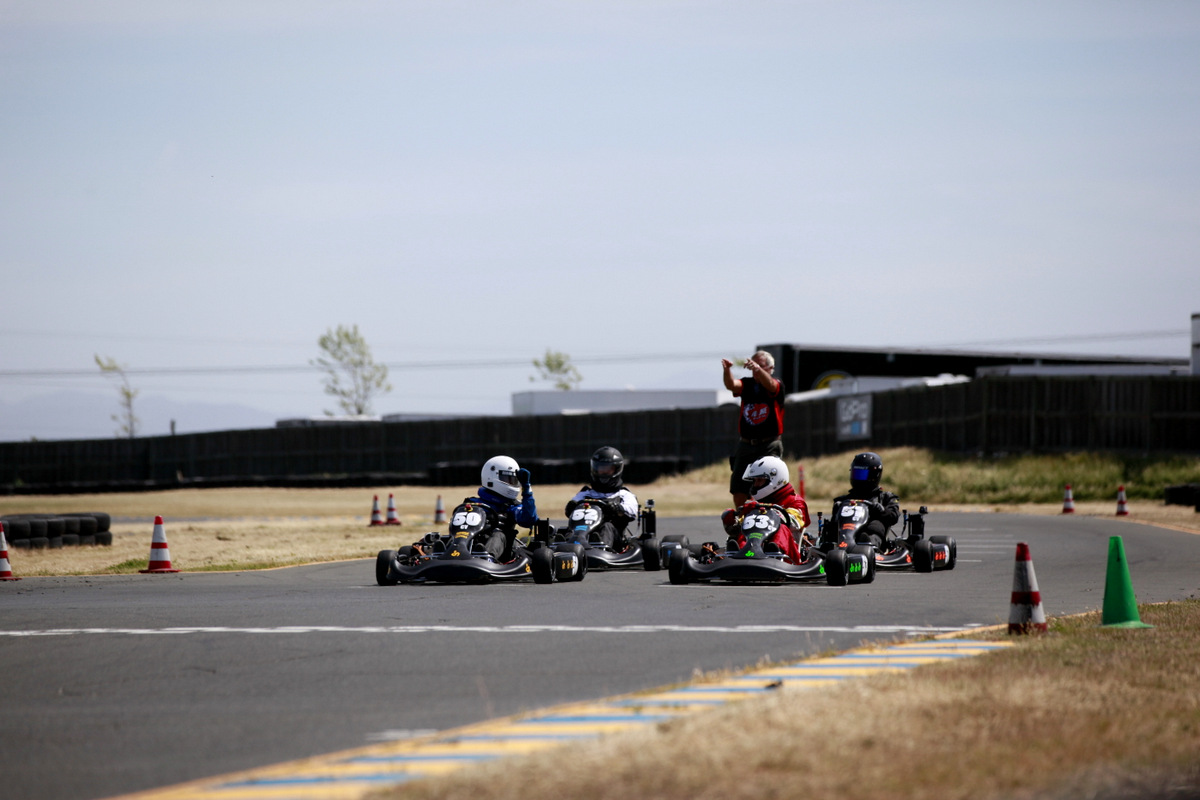
EKarts au RES Championship à Sonoma, Californie, en 2013.

## Compétition
Le premier événement de haut niveau disputé avec des karts électriques, les ERDF Masters Kart, s'est déroulé en France les 10 et 11 décembre 2011 au palais omnisports de Paris-Bercy. Les machines, d'une autonomie de 15 min et développant une puissance de 20 kW, étaient fournies par la société française Sodikart.
Aux États-Unis, le Championnat Red Line Oil Karting de Californie du Nord a créé depuis 2013 un championnat pour karts électriques, le Rattlesnake Electric Sport (RES) Championship (Catégorie V, Groupe 2, Classe 1). Les EKarts y courent parfois avec des karts à moteurs thermiques.
Au Canada, le G-Zero Championship, prévu pour être disputé sur des circuits urbains, va débuter en 2014,. Les karts utilisés, d'une autonomie de 16 à 24 km (charge complète en 3 heures), développent une puissance de 26 kW pour un poids de 115 kg.

### France
Depuis 2006, un challenge annuel de karting électrique est organisé par les associations e-Kart et ASTECH, il regroupe des constructeurs, des lycées, des instituts universitaires (génie électrique et informatique industrielle) et des écoles d'ingénieurs. Cette compétition se dispute avec des machines développant de 10 à 67 kW, elle se déroule sur trois jours et comprend de nombreuses épreuves (endurances de 4 heures, meilleur temps aux tours, accélération départ arrêté sur une distance de 50 mètres, courses de 10 minutes…).
En 2013 le challenge est devenu international. Il a rassemblé 26 équipes avec 34 kartings et 200 participants.

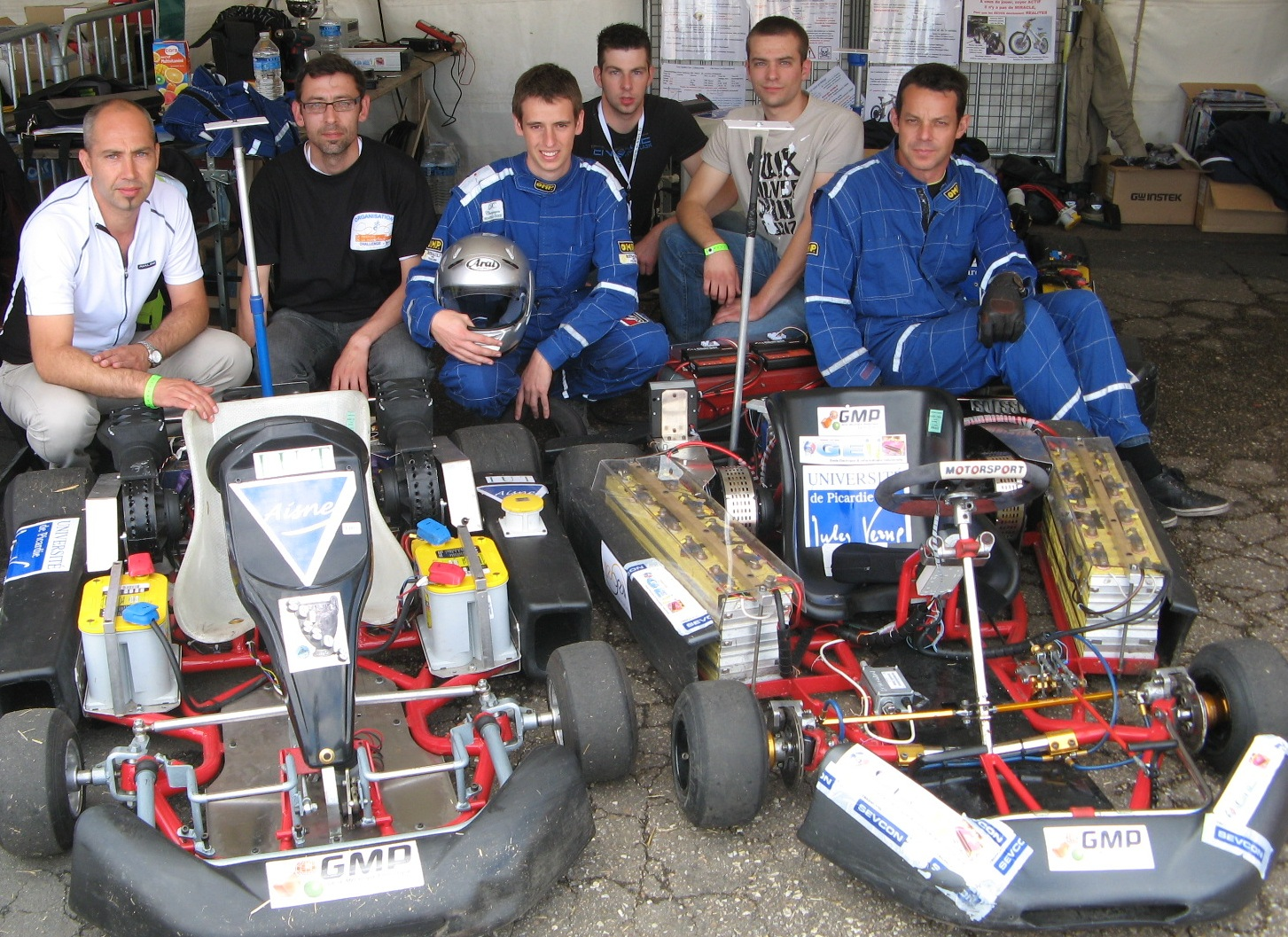
Challenge e-kart à Vierzon en 2011 (IUT Soissons).
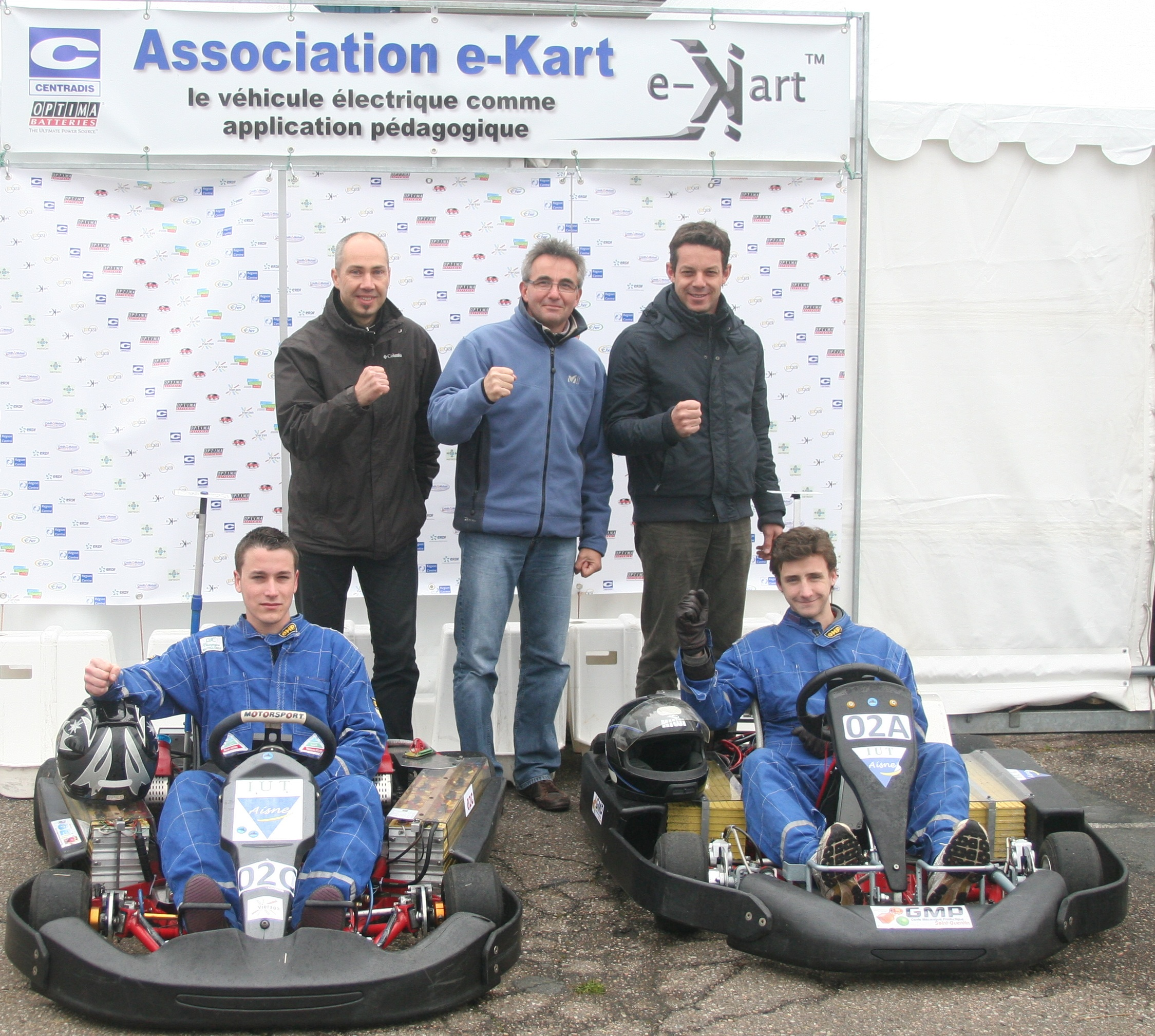
e-Kart en 2013 (IUT Aisne).
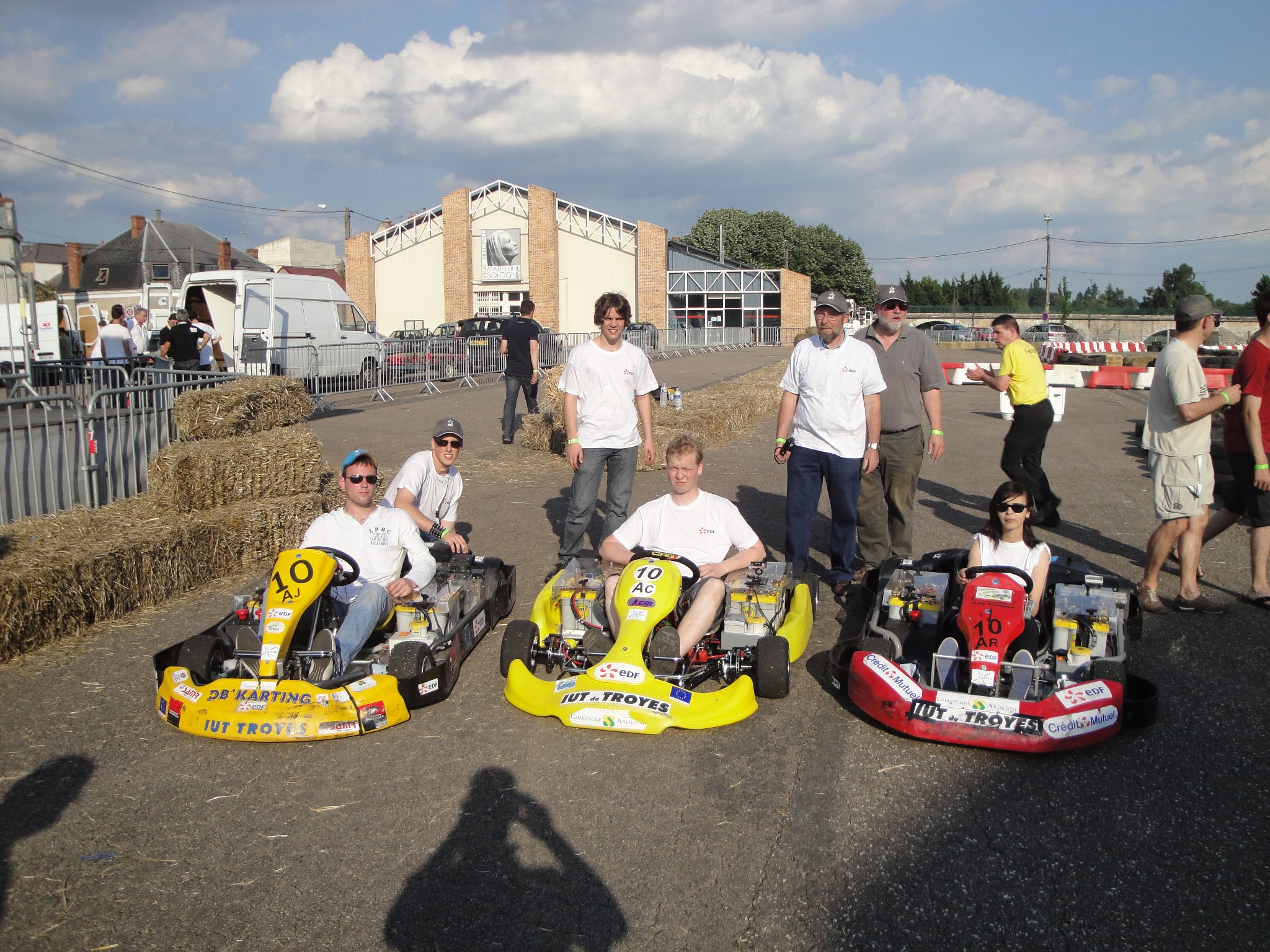
Karts électriques de compétition de l'IUT de Troyes.